# Valmaotsa
Valmaotsa is een plaats in de Estlandse gemeente Tartu vald, provincie Tartumaa. De plaats heeft de status van dorp (Estisch: küla) en telt 49 inwoners (2021).
Tot in oktober 2017 lag Valmaotsa in de gemeente Laeva, die in die maand bij de gemeente Tartu vald werd gevoegd.
Door Valmaotsa stroomt de rivier Laeva.

## Geschiedenis
Valmaotsa als nederzetting ontstond in 1939. De plaats is genoemd naar een boerderij met de naam Valma, die onder het landgoed Laeva (Estisch: Laeva mõis) viel. Het landhuis van dat landgoed is gebouwd in de tweede helft van de 19e eeuw. In het gebouw, dat nu op het grondgebied van Valmaotsa ligt, is de plaatselijke afdeling van het Estische instituut voor bosbeheer (Riigimetsa Majandamise Keskus) gevestigd.
Tot in 1977 hoorde Valmaotsa bij het buurdorp Laeva. In dat jaar werd het een zelfstandig dorp.